# ماركو أنطونيو دي رينزو
ماركو أنطونيو دي رينزو (بالإيطالية: Marco Antonio Di Renzo)‏ هو دراج إيطالي، ولد في 1 أغسطس 1969 في بلوشينغن في ألمانيا.

## وصلات خارجية
- ماركو أنطونيو دي رينزو على موقع أرشيف الدراجات (الإنجليزية)